# Los Quillayes (estación)
Los Quillayes es una estación ferroviaria que forma parte de la red del Metro de Santiago de Chile. La estación se encuentra en viaducto sobre la Avenida Vicuña Mackenna, entre las estaciones San José de la Estrella y Elisa Correa de la línea 4, en la comuna de La Florida. Esta estación en un principio se iba a llamar estación Diego Portales, pero finalmente se decidió por Los Quillayes.

## Características y entorno
Se encuentra próxima al Paradero 26 de la Avenida Vicuña Mackenna, en un barrio altamente residencial. En sus cercanías se ubican las avenidas Diego Portales y San Jorge (hacia el oriente) y María Elena (hacia el poniente). La estación posee una afluencia diaria promedio de 10 420 pasajeros.
El 18 de octubre de 2019, en el marco de las protestas en Chile, la estación sufrió un incendio que afectó la mezzanina y la boletería, lo que impidió su funcionamiento hasta el 14 de septiembre de 2020, fecha en que fue reabierta.

### Accesos
| Acceso | Intersección                        |
| ------ | ----------------------------------- |
| A      | Av. Vicuña Mackenna con María Elena |

## Origen etimológico
Su nombre proviene de antiguo fundo Los Quillayes, ubicado en el sector poniente de la estación, y que perteneció a Enrique Salvador Sanfuentes, antiguo propietario de esas tierras; él fue abogado y también ministro de Hacienda, Industria y Obras Públicas y del Interior en el gobierno del presidente José Manuel Balmaceda. Aparte de ello el nombre recuerda al de la antigua estación del Ferrocarril del Llano de Maipo que existía en sus cercanías y que había adoptado el mismo nombre del fundo por encontrarse inmediatamente en frente. Después del loteo del fundo, la población Los Quillayes también conservó el nombre.
Originalmente la estación estaba proyectada con el nombre «Diego Portales», debido a su ubicación cerca de dicha avenida.

## Galería

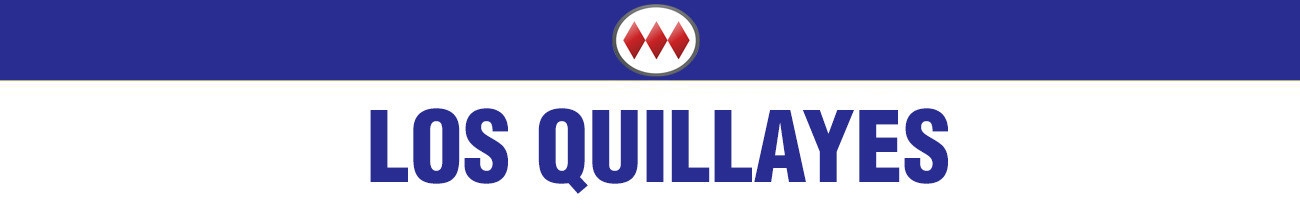
Cenefa utilizada actualmente en los andenes.
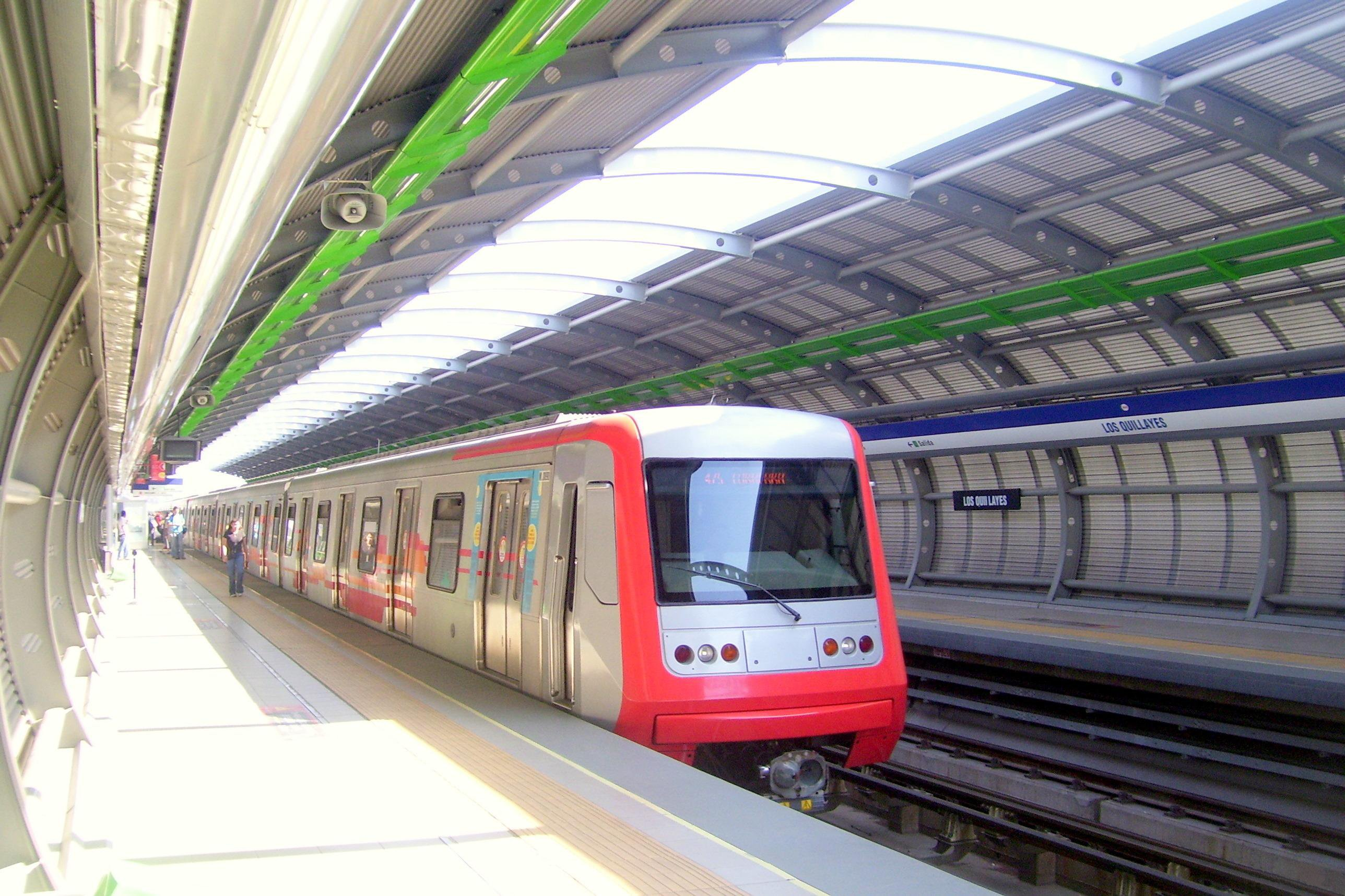
Un tren AS-2002 circulando en la estación.

## Conexión con Red Metropolitana de Movilidad
La estación posee 6 paraderos de la Red Metropolitana de Movilidad en sus alrededores, los cuales corresponden a:
| Paradero/ Código                       | Recorridos                                                                                |
| -------------------------------------- | ----------------------------------------------------------------------------------------- |
| Parada 1 / Metro Los Quillayes (PE136) | 210 (Puente Alto) - 210v (Av. México) - 213e (Puente Alto) - F30n (Bajos de Mena)         |
| Parada 2 / Metro Los Quillayes (PE141) | 210 (Estación Central) - 210v (Estación Central) - 213e (Plaza Italia) - F30n (La Moneda) |
| Parada 3 / Metro Los Quillayes (PE848) | 226 (Nonato Coo) - E02 (Diego Portales)                                                   |
| Parada 4 / Metro Los Quillayes (PE852) | 226 (Centro)                                                                              |
| Parada 5 / Metro Los Quillayes (PE332) | E02 (Diego Portales) - E11 (Diego Portales) - E12 (Santa Rosa Paradero 18)                |
| Parada 6 / Metro Los Quillayes (PE863) | E11 (Metro Santa Rosa) - E12 (Gabriela)                                                   |